# Canal Sur Extremadura
Canal Sur Extremadura fue el primer canal de televisión autonómico que emitió en la Comunidad Autónoma de Extremadura. Su periodo de emisión fue del 8 de septiembre de 2001, coincidiendo con el Día de Extremadura, hasta junio de 2002.
Sus inicios se remontan al año 2001, en el que la Consejería de Educación, Ciencia y Tecnología de la Junta de Extremadura hizo públicos los concursos y su adjudicación a Retevisión y la empresa PETSA (Productora Extremeña de Televisión, S.A.) para la puesta en marcha de la cadena de televisión. Por otro lado el origen también se tiene el 9 de julio de 2001 mediante la firma de un acuerdo entre el entonces presidente del órgano ejecutivo de la región, Juan Carlos Rodríguez Ibarra, y el que era presidente de la Junta de Andalucía, Manuel Chaves. Dicho acuerdo permitía la emisión del canal autonómico andaluz, Canal Sur, en Extremadura con programas dirigidos a la región. Este acuerdo se llevó a cabo ante la imposibilidad de llevar a buen puerto la creación de un canal autonómico genuinamente propio en Extremadura debido al bloqueo ejercido por el Partido Popular e Izquierda Unida para la creación de un consejo de administración del canal.